# 歌合
歌合（うたあわせ）とは、歌人を左右二組に分け、その詠んだ歌を一番ごとに比べて優劣を争う遊び及び文芸批評の会。

## 概要
審判役を判者（はんざ）、判定の詞（ことば）を判詞（はんし）という。この判詞はだんだんと文学的な性格を帯びるようになり、歌論へとつながっていった。役割は判者の他に方人（かたうど；歌を提出する者）、念人（おもいびと；自陣の歌を褒め、弁護する役）とがあり、左右両陣の念人による討議によって判者の判定を導くものである。
平安時代に始まり、記録にあるものとしては仁和元年（885年）の在民部卿家歌合が最古のものとされる。他に天徳4年（960年）の天徳内裏歌合、建久3年（1192年）の六百番歌合、建仁元年（1201年）の千五百番歌合などが名高い。基本的に「遊び」であるが、平安期には歌の優劣が出世にもかかわる重大事であったため今日行われるような気軽なものではない。また、時代が下るにつれて文学性が高くなり、前述のように「判詞」が文学論・歌論としての位置づけを持つようになった。
近代短歌以後、「遊び」の要素が嫌われて一旦廃れたが、1980年代ころからまた行われるようになってきている。念人は歌をどれだけ高く評価し、その良さを引き出すことができるか、という読みの力を試され、また方人はその掘り下げに耐える深みのある歌を作る力を試されることになり、これは近代以降の文学としての短歌にとっても有用なことであると考えられるようになったためである。

## 用語
- 方人（かたうど、かたひと）

歌合の歌を提出する者。作者。平安期には身分の低い者に詠ませることがあり、その場合には歌合には方人は出席しないが今日では念人と同一である場合がほとんどである。
- 念人（おもいびと、ねんにん）

自陣の歌を褒め、敵陣の歌の欠点を指摘して議論を有利に導く。方人と同一視されることも多い。複数が左右に分かれて評定（ひょうじょう；ディベート）を行う。
- 判者（はんざ）

左右の歌の優劣を判定して勝敗を決める。持（じ；引き分け）とする場合もある。主に歌壇の重鎮が務める。新古今時代以降、衆議判と言って、参加者によって優劣が判定されることも多くなった。
- 講師（こうじ）

歌合の場で歌を読み上げる役。読み上げることを披講（ひこう）という。披講は左方を先に行う。平安時代は左右それぞれにいたが、のちに一人となった。現代では特に置かないことが多い。
- 判詞（はんし）

判者が述べる判定の理由。
- 題（だい）

優劣の判断がつくように歌合の歌は現代においても題詠である。
- 左方（ひだりかた）・右方（みぎかた）

高舞台の上に左右各５人に分かれて着座し、左方は青の装束、右方は赤の装束を着用して、歌合を行う。

## 主な歌合
＜＞内は主催者

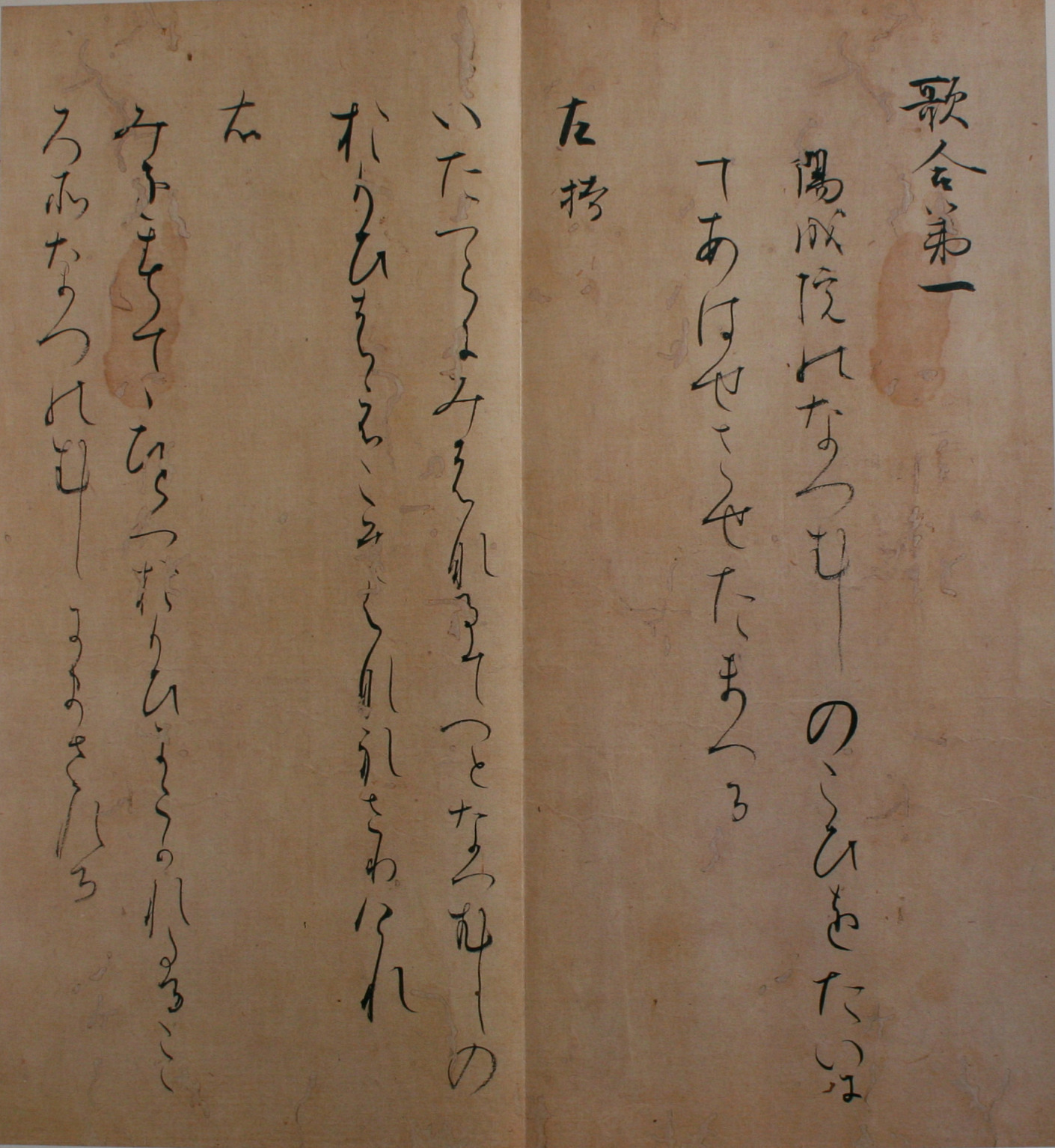
陽成院歌合 冒頭

- 在民部卿家歌合 ： 仁和元年（885年）頃（記録に残る最古の歌合）＜在原行平＞
- 寛平御時后宮歌合 ： 寛平元年（889年）
- 亭子院歌合 ： 延喜13年（913年）
- 天徳内裏歌合 ： 天徳4年（960年）＜村上天皇＞
- 寛和二年内裏歌合 ： 寛和2年（986年）＜花山天皇＞
- 六百番歌合 ： 建久3年（1192年）＜九条良経＞
- 千五百番歌合 ： 建仁元年（1201年）頃＜後鳥羽院＞
- 水無瀬恋十五首歌合 ： 建仁2年（1202年）＜後鳥羽院＞

## 参考図書
- 小林恭二『短歌パラダイス』（岩波新書） 1997年4月
- 峯岸義秋『歌合の研究』三省堂、東京、1954年。doi:10.11501/1342448。
- 渡部泰明『和歌とは何か』（岩波新書、2009年）、pp. 158-174